# 19 colos rack

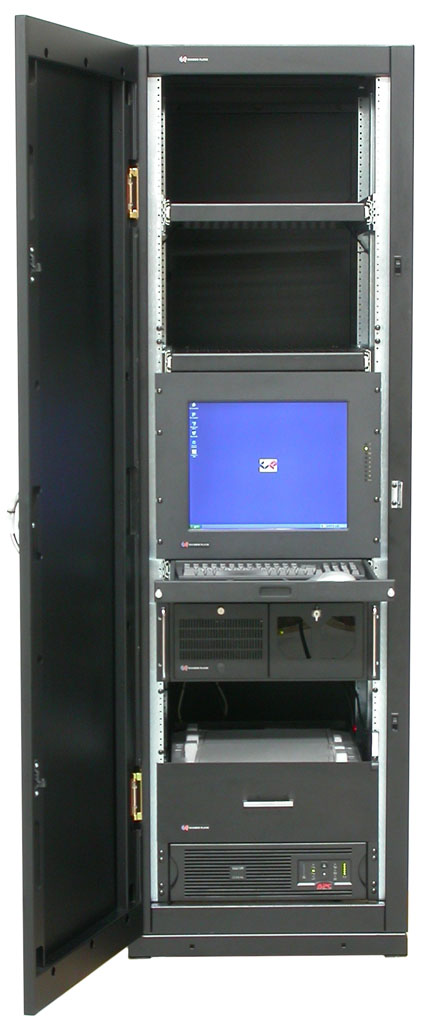
19 colos rack szekrény

A szabványos 19 colos rack egy tárolóegység, amelyet többrészes, összeszerelhető berendezésekhez terveztek. Neve onnan ered, hogy szélessége 19 col (482,6 mm), amelybe az élek, fülek is beletartoznak.
A számítástechnikai iparban számtalan eszközt gyártanak úgy szabványosítva, hogy beférjenek a 19 colos rack egységekbe. Ezen modulok mindegyike 19 colos elülső panellel rendelkezik. Ezek a modulok tehát csavarok segítségével a rack egységekbe erősíthetőek.

## Áttekintés és történet

Az olyan modulokat, amelyeket kifejezetten a rack egységekkel kompatibilisként terveznek, általában rackbe szerelhető vagy rackbe illeszthető moduloknak nevezik. Az elektronikus modulok magassága szintén sztenderd, az iparági szabványok szerint mindig 1,752 col (44,50 mm) többszöröse kell legyen. Ez egy egységet, azaz unitot jelent, amelyet általában U-val (ritkábban RU-val) jelölnek. A sztenderd rack tárolóegység 42 U magas.
A „relay rack” kifejezés eredetileg a vasúti jelzőktől ered, 1911-ben már elterjedt volt a használata. A 19 colos magasságot általában a vasúti jelzők reléjének alátámasztásához használták, bár nincsen rá egyértelmű bizonyíték, hogy ezeket a korai rack egységeket szabványosított méret alapján gyártották volna. A sztenderd 19 colos rackméretet, amelyben 1,75 colos egységeket helyeztek el 12–24 csavarral rögzítve 1,25–0,5 colos távolságokkal, 1934-ben szabványosították. 1992-ben ezt a szabványt felülvizsgálták, hogy megfeleljen egy 1988-ban hozott amerikai törvénynek. Az U egységet így 44,5 milliméterben határozták meg (15,9 mm + 15,9 mm + 12,7 mm), azaz hivatalosan 1,752 colban.
A 19 colos formátum az évtizedek során változatlan maradt, miközben a beléfoglalt technológia és az alkalmazási területei nagymértékben módosultak a szabványosítás óta eltelt időben. A 19 colos formátumot ma széles körben alkalmazzák a telekommunikációs, számítástechnikai, szórakoztató- és már iparágakban. Az ILEC/CLEC intézmények ugyanakkor a tradíciót tiszteletben tartva még mindig használják a régi Western Electric 23 colos sztenderdet is.
A 19 colos rackeket napjainkban elsősorban az adatközpontokban alkalmazzák, ahol a szervereket és más, azokhoz kapcsolódó eszközöket helyeznek el bennük. Az adatközpontokban, szerverfarmokban a 19 colos szabvány segítségével biztosítják az optimális helykihasználást, amely lehetővé teszi a hardverelemek nagy sűrűségben történő elhelyezését és összekapcsolását úgy, hogy nincsen szükség komolyabb raktározási infrastruktúra kiépítésére.
Egy rackbe szerelhető egység rendszerint 1⁄32 collal (0,787 milliméterrel) kisebb elülső panellel rendelkezik, mint az U egységek száma. Így egy 1U rackbe szerelhető számítógép nem 1,75 col (44,4 milliméter), hanem 1,719 col (43,7 milliméter) magas. Egy 2U egység így 3,469 col (88,1 milliméter) magas 3,5 col (88,9 milliméter) helyett. Ezáltal a beépített egységek rendelkeznek némi mozgástérrel felfelé és lefelé is, így anélkül is eltávolíthatóak, hogy a szomszédos egységeket ez érintené.
1965-ben az ECS Composites szabadalmaztatott egy üvegszálakkal megerősített műanyagból készült rack egységet, amelyet azóta széles körben használnak a katonai és kereskedelmi alkalmazások körében. A legmodernebb rack tárolóegységek már hőpréselt kompozit anyagból készülnek, szénszálakkal és DuPont kevlárral megerősítve, amennyiben a katonai vagy kereskedelmi alkalmazás körülményei ezt megkövetelik.

## Rögzítés
A szerelési lyukakat eredetileg egy bizonyos menetes csavartípus befogadására tervezték. A menetes lyukak alkalmazása azonban ott, ahol a modulokat gyakran cserélik, problematikus, mivel sérülések keletkezhetnek a lyukban vagy a csavaron, ami lehetetlenné teszi a későbbi rögzítést, illetve a kábelek is károsodhatnak. Ennek ellenére a menetes rögzítésű rackek még mindig használatban vannak, általában olyan hardverelemek tárolásánál alkalmazzák őket, amelyeket csak ritkán kell cserélni. Használják őket többek között telefonközpontokban, stúdiókban, illetve a katonaságnál és egyes kormányszerveknél.
A modern rackek esetében ugyanakkor szinte már csak a square-hole rögzítést használják, amelynél nem fenyeget a kábelek vagy a rögzítőelemek sérülésének veszélye. Lényege, hogy az oldalsíneken négyzet alakú lyukakat találhatunk, amelyek igen egyszerűvé teszik a beszerelés és az eltávolítás folyamatát.
A rackbe rögzíthető modulokat általában úgy rögzítik, hogy elülső paneljüket hozzácsavarozzák vagy hozzácsíptetik a kerethez. Az információtechnológiában gyakori megoldás, hogy egy modul többféle rögzítési pozícióval is bír. Mivel a telekommunikációs iparban a 23 colos szabványt is alkalmazzák, sok modulhoz elérhetőek olyan rögzítésre szolgáló eszközök, amelyek lehetővé teszik a meglévő keretekbe történő illesztést. Az elülső rögzítés legnagyobb gyengesége, hogy a rögzítősínekre igen nagy nyomás nehezedik.

## Méretek
A 19 colos (482,6 milliméteres) rack méreteire vonatkozó előírások megtalálhatóak az alábbi szabványokban:
- Electronic Industries Alliance EIA–310–D
- Consumer Electronics Association CEA–310–E
- International Electrotechnical Commission
  - IEC 60297; 482,6 mm (19 in) széria 
    - IEC 60297–1, helyette: IEC 60297–3–100
    - IEC 60297–2, helyette: IEC 60297–3–100
    - IEC 60297–3–100 Part 3–100
    - IEC 60297–3–101 Part 3–101
    - IEC 60297–3–102 Part 3–102
    - IEC 60297–3–103 Part 3–103
    - IEC 60297–3–104 Part 3–104
    - IEC 60297–3–105 Part 3–105
    - IEC 60297–4 Replaced by IEC 60297–3–102
    - IEC 60297–5 Multiple documents, –100, 101, 102,... 107 helyett: IEC 60297–3–101
- Deutsches Institut für Normung DIN 41494
  - DIN 41494; 482,6 mm (19 inch) széria
  - DIN 41494–7
  - DIN 41494–8
  - DIN IEC 60297–3–100